# Peter Eisenschmidt
Peter Eisenschmidt, född 1987 i Göteborg, är en svensk bangolfspelare. 
Svensk mästare i bangolf 2024, Varberg. 
Tidigare mångårig landslagsspelare där han representerade Sverige på olika internationella tävlingar, så som Nordiska mästerskapen, Junior-EM, Junior-VM, EM och VM mellan åren 2002-2014. Han var rankad världstvåa 2007.
Främsta meriter: Individuellt JVM-silver 2004, Ind. JSM-guld 2005, Ind. JNM-silver 2006, Ind. EM-silver 2006, Ind. NM-brons 2012. JVM-guld i lagspel 2002, 2004 och 2006. EM-guld i lagspel 2006.
Peter spelar sedan 2017 för Tantogårdens BGK i Stockholm.

## Fotnoter
1. ↑  SBGF HCP-online: Tävlingslista för Peter Eisenschmidt